# Bryan Staring

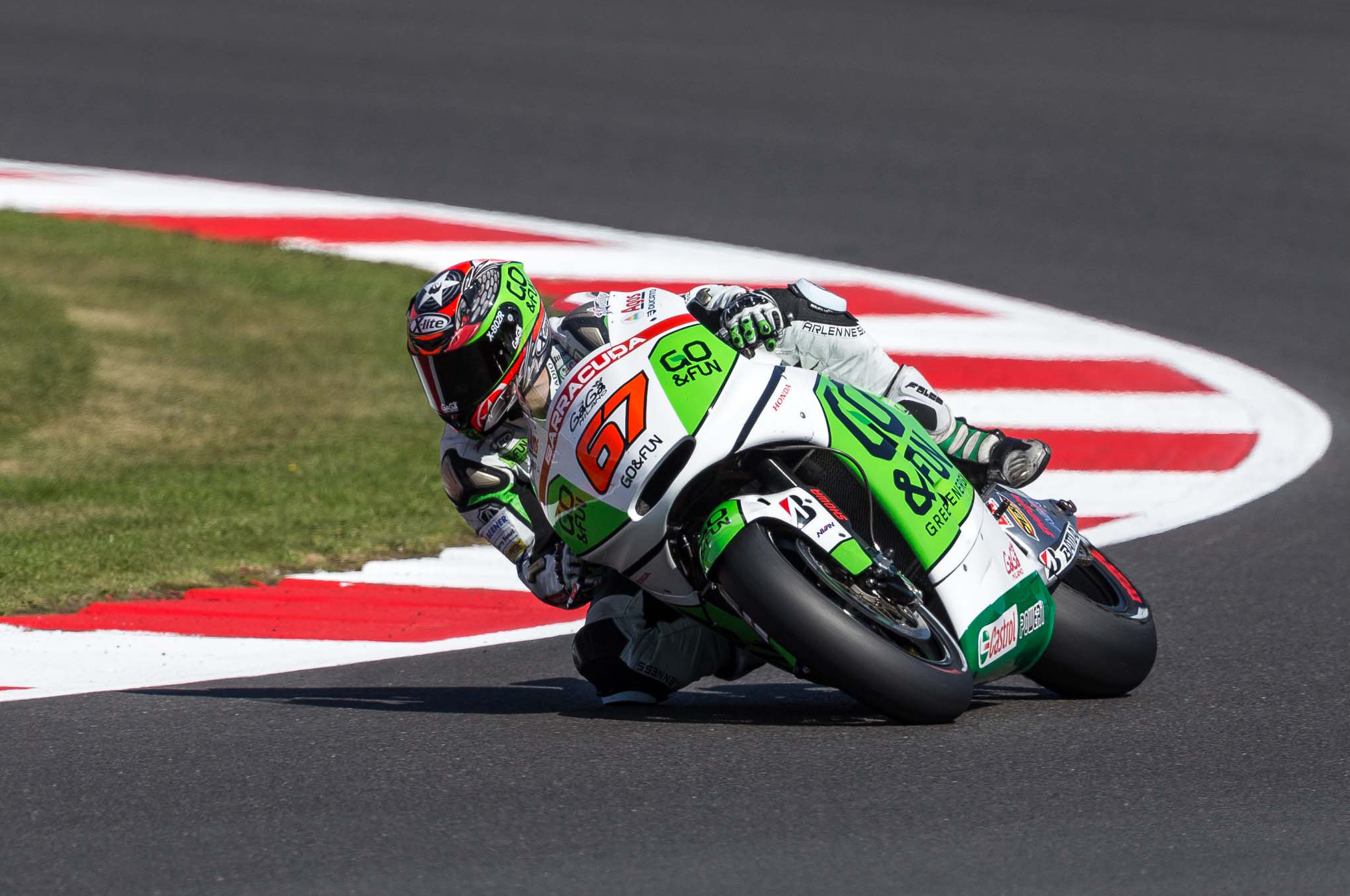
Staring på Silverstonebanan 2013.

Bryan Staring, född 1 juni 1987 i Perth, är en australiensk roadracingförare. Han blev australisk mästare i 125GP 2004 - då han också fick köra Australiens Grand Prix i 125-klassen, i Supersport 2009 och i Superbike 2010. Han har även tävlat internationellt i Superstock, Superbike och Supersport. Roadracing-VM 2013 körde han i MotoGP-klassen för Go & Fun Honda Gresini på en FTR-Honda enligt CRT-reglerna. Fjortondeplatsen i Kataloniens Grand Prix var enda poängplatsen för året. Staring fick inte förnyat kontrakt. Han kör Supersport-VM 2014.